# Понос Раткајевих
Понос Раткајевих хрватска је теленовела снимана током 2007. и 2008.
У Србији је приказивана током 2007. и 2008. на телевизији Пинк.

## Синопсис
Радња серије се одвија у најтурбулентнијем раздобљу хрватске и југословенске историје, у периоду од 1938. до 1948. године, а прати живот једне племићке хрватске породице од њеног предратног успона, па све до после Другог светског рата, услед кога је дошло до промене државног уређења, пропадања племства и корените промене свих дотада устаљених друштвених вриједности.
У средишту се збивања налази грофовска породица Раткај и њихов породичан живот. Гроф Карло Раткај, успешни хрватски индустријалац, а после и политичар, власник је водеће фабрике слаткиша у Краљевини Југославији, и само је привидно глава породице. Права је господарица његова мајка, грофица Антонија, једина преживела представница правог хрватског племства. Њени се унуци, Бела и Крсто, прелако носе са убрзаним променама које им доносе политички ветрови Европе, док се њихова мајка, млада грофица Вероника у свему томе уопште не сналази. Прича почиње њиховим пресељењем из Загреба на породично имање у околини Бизјака, и поновним сусретом са Јосипом Јурићем, познатим произвођачем алкохолних пића, са којим је Вероника у младости била верена, али је њихово венчање заувек одложио Први светски рат у којем је Јосип био проглашен за мртвог. Вечни сукоб породица Раткај и Јурић, који је и потка ове приче, темељи се на љубомори, зависти, различитом имовинском стању, друштвеном положају и недопуштеној љубави између младог наследника Крсте Раткаја и лепе Јурићеве ћерке Хелене, у коју се осим родитеља уплиће и судбина.
Многобројни ликови увлаче се у животе чланова ове две породице и мењају их темељно и неповратно, оснажују их или уништавају. Лажни пријатељи, пословни партнери, официри, шпијуни, свештеници, љубавници, политички противници и лихвари само су неки од њих. Контакти међу ликовима се остварују на релацији село–град (Бизјак – Загреб), чиме су јасно приказане културолошке и идеолошке разлике између грађанства и сељака, богатих и сиромашних, племства и радника, војске и цивила, усташа и комуниста, верника и атеиста, све до декретом уведене потпуне једнакости успостављањем комунистичког режима. Бројни ликови кроз збивања у серији покушавају да носе са свим овим радикалним променама које им доноси једно тешко и непредвидљиво време политичких и ратних превирања.

## Занимљивости о серији
- Раткајеви су у теленовели били власници фабрике чоколаде „Унион”, а хрватски произвођач слаткиша „Краш“ је током емитовања серије имао посебну бомбоњеру „Раткајеви“ у својој понуди.[3] На крају серије се испоставља да је „Унион” заправо првобитни назив за „Краш”.
- Глумац Божидар Алић и режисер Бранко Иванда су током снимања имали физички обрачун, па је Алић због повреде морао да одсуствује једно време са снимања.[4]
- Нела Режак Вилсон, професорка историје одеће на студију дизајна Текстилно-технолошког факултета у Загребу, изнела је низ неправилности у серији што се тиче костимографије. Рекла је да модни сегменти приказани у серији нису из времена кад се серија одвија.
- Давид Поповић Воларић, син Јанка Поповића Воларића (који је тумачио Крсту пл. Раткаја) појавио се у првој епизоди серије као мали Крсто пл. Раткај.
- Серија не приказује истините историјске личности. Породица Раткај живела је у дворцу Миљана до 1793. године. Од 1890. до 1980. године, дворац је у власништву породице Јаегер, па је тако било и у време када се догађа радња серије (тридесете и четрдесете године 20. века).

## Улоге
| Глумац:               | Улога:                          |
| --------------------- | ------------------------------- |
| Божидар Алић          | Карло пл. Раткај                |
| Сања Вејновић         | Вероника пл. Раткај             |
| Јанко Поповић Воларић | Крсто пл. Раткај                |
| Ивана Боланча         | Хелена Јурић                    |
| Борис Бакал           | Ханс Георг Милер                |
| Миа Беговић           | Софија Валковски                |
| Маријана Микулић      | Изабела Бела пл. Раткај         |
| Александар Срећковић  | Немања Лазаревић Ангел Арховски |
| Ивица Пуцар           | Вјенцеслав Радић                |
| Ана Виленица          | Шарлота Лоте Валковски          |
| Љубица Јовић          | грофица Антонија Раткај         |
| Вјекослав Јанковић    | Иван Бијелић                    |
| Зијад Грачић          | Јосип Јурић                     |
| Маја Катић            | Тереза Мацан Маријана Пинтар    |
| Амар Буквић           | Вилко Орешковић                 |
| Власта Рамљак         | Мара Жунец                      |
| Ванеса Радман         | Елисабет Лиса Коен              |
| Жељко Шестић          | Миливој Видмар                  |
| Марија Борић          | Ивка Крижај                     |
| Ранко Зидарић         | Ранко Хеб                       |
| Кристијан Поточки     | Алојз                           |
| Озрен Опачић          | Мишо                            |
| Божидар Орешковић     | Ото Висер                       |
| Душко Валентић        | Мијо Орешковић                  |
| Винко Штефанац        | Крешо                           |
| Ђорђе Кукуљица        | Петар Вујић                     |
| Бранко Смиљанић       | Мајор Марковић                  |
| Вишња Бабић           | Кристина Савичевић              |
| Данијел Љубоја        | Фра Лујо Грабовац               |
| Давор Гарић           | Никола                          |
| Матија Јакшековић     | капетанов тајник                |
| Златко Ожболт         | доктор                          |
| Крунослав Клабучар    | Жандар                          |
| Жељко Дувњак          | Синиша Краљић                   |
| Милан Плештина        | Мартин                          |
| Катарина Перица       | Хана Висер                      |
| Лела Маргитић         | Мила Јерговић                   |
| Горан Манић           | Бранко                          |
| Сања Марин            | Јоланда Висер                   |
| Маја Петрин           | Ирина Александар                |
| Ксенија Пајић         | Дагмар Коен Јелена Краљ         |
| Бојана Грегорић       | Алегра Савићевић Кики Наташа    |
| Владимир Тинтор       | Мачко                           |
| Борис Дворник         | Бранко Лоргер                   |
| Јагода Краљ           | Јела Мацан                      |
| Нела Чолић Призмић    | госпођа Рихтмајер               |
| Љубо Зечевић          | војни судија                    |
| Александар Панџић     | Макс                            |
| Анте Чедо Мартинић    | Анте Павелић                    |
| Давор Сведружић       | Никола Мачек                    |
| Лукреција Брешковић   | Часна Мајка                     |
| Јосипа Павичић        | Валентина Голд                  |
| Мирна Медаковић       | Рајка                           |